# Anna Johanna van Nassau-Siegen
Gravin Anna Johanna van Nassau-Siegen (Slot Dillenburg, 2 maart 1594Jul. – Den Haag, december 1636), Duits: Anna Johanna Gräfin von Nassau-Siegen (officiële titels: Gräfin zu Nassau, Katzenelnbogen, Vianden und Diez, Frau zu Beilstein), was een gravin uit het Huis Nassau-Siegen en door huwelijk vrouwe van Brederode.

## Biografie
Anna Johanna werd op 2 maart 1594Jul. op Slot Dillenburg geboren als de vierde dochter van graaf Johan VII ‘de Middelste’ van Nassau-Siegen en diens eerste echtgenote, gravin Magdalena van Waldeck-Wildungen. Ze werd op 17 maartJul. gedoopt in Siegen. Sinds 29 juli 1612 verbleef ze in de adellijke abdijen van Keppel en Herford.

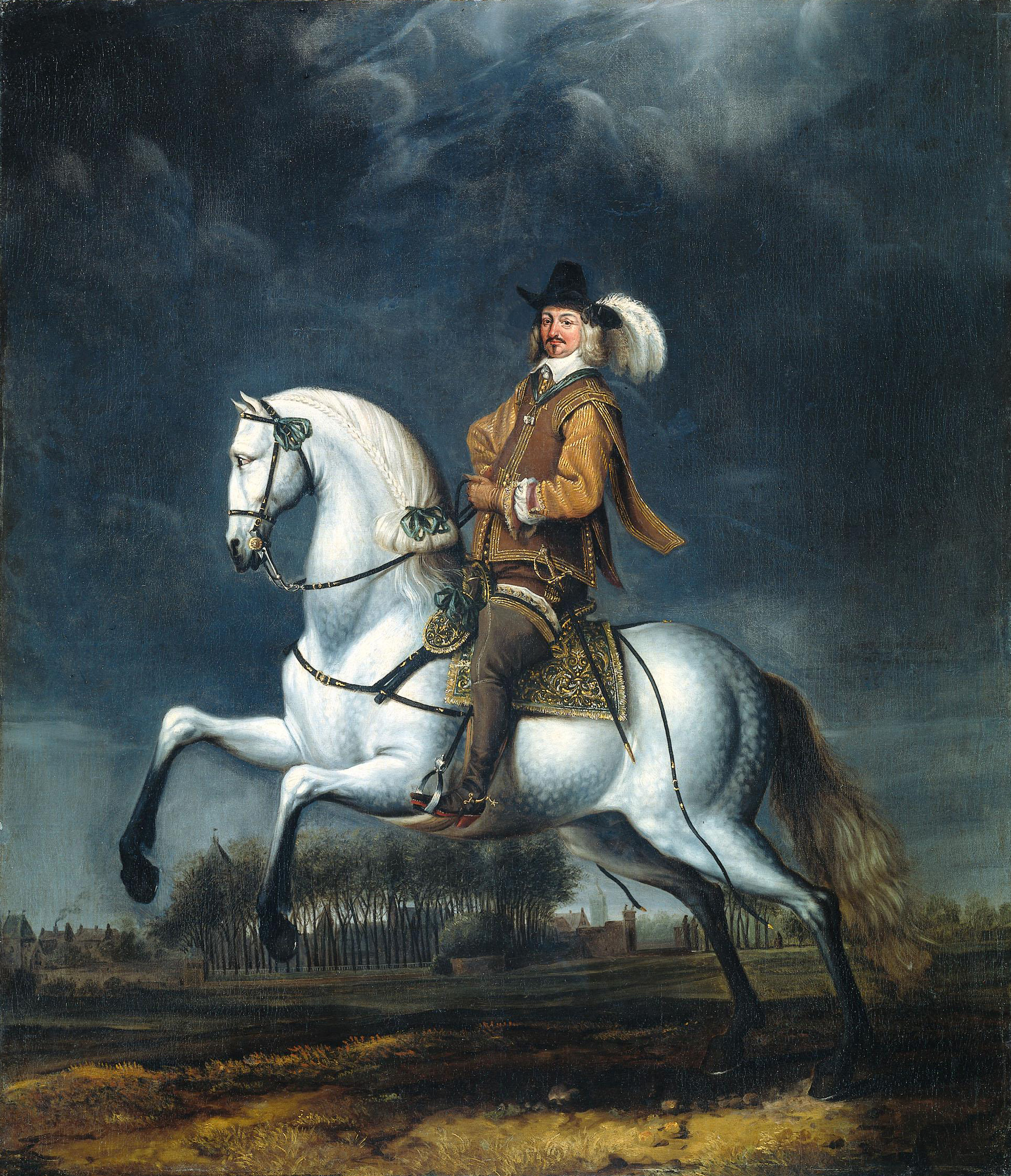
Johan Wolfert van Brederode. Ruiterportret toegeschreven aan Jan van Rossum, 1640–1655, Rijksmuseum Amsterdam.

Anna Johanna huwde op Slot Broich bij Mülheim an der Ruhr op 19 juni 1619 met Johan Wolfert van Brederode (Heusden (?), 12 juni 1599 – Kasteel Petersheim bij Maastricht, 3 september 1655), heer van Brederode, Vianen, Ameide en Cloetingen. Het slot waar het huwelijk werd gesloten was de residentie van graaf Johan Adolf van Daun-Falkenstein-Broich, de echtgenoot van Anna Johanna's zuster Anna Maria. Johan Wolfert bracht al zijn goederen ten huwelijk, terwijl Anna Johanna 12.000 gulden meebracht, waarvan de rente 600 gulden per jaar bedroeg, en haar eigen goederen en sieraden. Als weduwengoed kreeg zij het Huis Haaften en 4000 gulden per jaar toegezegd. Volgens een ooggetuige werd het huwelijkscontract en de testamenten getekend op 19 juni en ‘habe dauraufhin die Kopulation stattgefunden und die Hochzeit bis auf Mittwoch, den 23. Juni, gewährt’. Na afloop van de feestelijkheden vertrok het jonge paar per koets naar Wesel, waarna men met het jacht van prins Maurits naar Vianen voer. In het reisgezelschap bevonden zich ook twee broers van Anna Johanna, namelijk Willem en de veertienjarige Johan Maurits. Een schilderij van Cornelis Vroom in het stadhuis van Vianen toont de aankomst van het paar op de Lek.
Op 16 maart 1620 werd hun eerste kind geboren, een dochter Sofia Theodora. De grootvader, Johan ‘de Middelste’, feliciteerde in zijn brief van 4 april 1620 uit Rheinfels de ouders met de geboorte van hun dochter, maar zelf zou hij een zoon geprefereerd hebben.
Groot was de vreugde toen op 25 september 1628 de langverwachte zoon, Walraven, werd geboren. Drie dagen na de geboorte stuurde Johan Wolfert de drost van Vianen naar de Staten van Holland met het bericht dat zijn vrouw was bevallen van ‘een jonge Soon, weesende sijnen eersten Soon, die hy dagte op te trekken om het Land dienst te mogen doen’. Hij verzocht de Staten om als peters over de doop te willen staan. De Staten voteerden een royale pillegift van 1800 gulden. Het jongetje overleed echter enkele dagen later, op 1 oktober. Het verdriet daarover drong ook tot de buitenwereld door. Joost van den Vondel wijdde in De Rijnstroom, een gedicht over de Rijn, dat hij aan Johan Wolfert opdroeg, enkele strofen aan het verlangen naar een zoon.

Bij de doop van Henriëtte Amalia van Nassau, de dochter van prins Frederik Hendrik en Amalia van Solms-Braunfels, op 23 november 1628, was Anna Johanna doopgetuige.
De Brederodes resideerden gewoonlijk op Kasteel Batenstein in de noordwesthoek van de stad Vianen. Het kasteel was fraai gemeubileerd en de wanden waren behangen met tapijten en goudbehang. Het echtpaar ontving in Vianen veelvuldig gasten, waaronder prins Frederik Hendrik en Amalia van Solms-Braunfels, de graven van Nassau en Solms, de burggraven van Dohna en leden van de Staten van Holland, die er vorstelijk onthaald werden.
Omdat Johan Wolfert vanwege zijn functies veelvuldig in Den Haag moest zijn, kocht hij in 1626 van Emilia van Nassau een representatief pand aan de Lange Vijverberg nr. 3.
Nadat Johan Wolfert op 27 januari 1630 benoemd werd tot gouverneur van de stad ʼs‑Hertogenbosch en de Meierij, betrok het gezin het college van de Jezuïeten als ambtswoning. De magistraat van de stad schonk in 1631 kostbare tapijten voor het paleis en droeg bij in de reiskosten van Anna Johanna, elegant verpakt in een fraaie beurs, als zij de stad aandeed.
Het jaar 1630 was voor het echtpaar een moeilijk jaar. Anna Johanna bracht in maart en oktober doodgeboren kinderen ter wereld. Bovendien overleed in augustus Theodora van Haaften, de moeder van Johan Wolfert. In oktober 1631 bracht Anna Johanna opnieuw een doodgeboren kind ter wereld.
Anna Johanna overleed in december 1636 in Den Haag. Ze werd begraven in de Grote Kerk in Vianen.
Johan Wolfert hertrouwde in Den Haag op 11 februari 1638 met gravin Louise Christina van Solms-Braunfels (Braunfels, 17 oktober 1606 – Vianen, 24 maart 1669). Louise Christina was een jongere zuster van Amalia van Solms-Braunfels, de echtgenote van prins Frederik Hendrik. Uit het tweede huwelijk van Johan Wolfert werden acht kinderen geboren. Johan Wolfert overleed op 3 september 1655 op Kasteel Petersheim bij Maastricht, een bezitting van zijn verwant Ferdinand de Merode. Hij werd op 25 oktober bijgezet in het familiegraf in de Grote Kerk in Vianen.

## Portretten van Anna Johanna

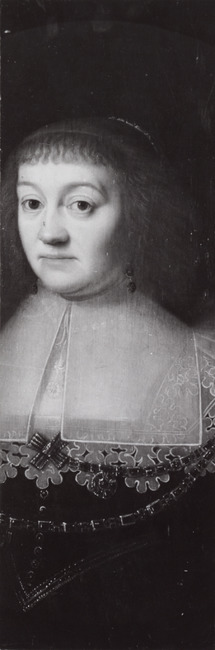
Anna Johanna van Nassau-Siegen. Olieverf op paneel, 1625–1649, Muzeum Warmii i Mazur, Olsztyn.

Uit de eerste huwelijksjaren van Johan Wolfert en Anna Johanna zijn maar weinig portretten bekend. In een schilderij dat in Slot Braunfels hangt en 1620 gedateerd is, en waarin zij ten voeten uit is afgebeeld, draagt ze een japon van een opvallende roze kleur versierd met zilver galon en pailletten. Deze zogenaamde ‘tabbaard’ had een stijf gebalineerd lijfje dat puntig toeloopt met een laag, V-vormig decolleté en een rokgedeelte dat aan de voorzijde is opengelaten zodat een onderrok zichtbaar wordt. Ook heeft het lange, achter afhangende mouwen waaronder nauwsluitende ondermouwen gedragen worden. De manchetten en de opstaande kraag zijn van reticella kant gemaakt die hetzelfde geometrische patroon hebben als de strook die om het decolleté gelegd is. In haar hoge kapsel zijn sterren en lintrozetten gestoken en draagt ze een veren aigrette. Dit soort japonnen met hangmouwen en een ovale of V-vormige halsuitsnijding werd in Frankrijk en Engeland door de dames uit de allerhoogste klassen gedragen. Het is waarschijnlijk Frans van origine, een indruk die nog versterkt wordt door het model van de achter opstaande kraag dat in die tijd als typisch Frans beschouwd werd.
Ook in een later portret van Anna Johanna, dat wordt toegeschreven aan Jan van Ravesteyn, draagt ze Franse mode. In dit portret van rond 1630, dat ook in Slot Braunfels hangt, draagt ze wederom de Franse achter opstaande kraag, nu afgezet met Vlaamse kloskant. Het lijfje heeft inmiddels een rechte uitsnijding gekregen en de bolle mouwen bestaan uit meerdere smalle repen die ter hoogte van de ellebogen met lintstrikken zijn vastgebonden. Daarbij draagt ze een zwart overkleed dat aan de voorzijde openstaat met een zelfde lint om haar middel. Ze heeft een korte pony en haar haar is aan de zijkanten kort afgesneden en gekroesd.
Op een olieverfschilderij op paneel waarvan slechts één plank bewaard is gebleven, dat vroeger werd toegeschreven aan Gerard van Honthorst, gedateerd 1625-1649, draagt Anna Johanna een donker kostuum met een gazen rabatkraag over een kanten schouderkraag. Ze draagt een juwelen keten aan een brokaten strikje over de borst en oorhangers. Ook op dit portret heeft ze kroezend haar met een pony.

### Portret van Anna Johanna geschilderd door Van Dyck?
Een van de meest intrigerende vragen in de iconografie van de Brederodes is of de hofschilder Anthonie van Dyck er een bijdrage aan heeft geleverd. Van Dyck bracht in de vroege zomer van 1631 een bezoek aan Den Haag waar hij onder andere de portretten van prins Frederik Hendrik, diens vrouw Amalia en hun zoon Willem vervaardigde. Mogelijk heeft hij bij dezelfde gelegenheid ook Anna Johanna vereeuwigd. Haar portret dat zich tot in de Tweede Wereldoorlog op Schloss Schlobitten bevond en daar ten prooi is gevallen aan de vlammen, vertoont verbluffende overeenkomsten met het portret dat Van Dyck maakte van Amalia van Solms-Braunfels. Niet alleen zijn de compositie en de kleding identiek, ook hebben beide vrouwen een voorname vorstelijke uitstraling. Van Dyck stond erom bekend, dat hij zijn modellen wist te flatteren, zonder de gelijkenis geweld aan te doen. Johan Wolfert hield dit portret van zijn eerste vrouw in ere. In 1646, tien jaar na haar overlijden, hing het nog in zijn ‘cantoir’ op Kasteel Batestein.

## Kinderen
Uit het huwelijk van Anna Johanna en Johan Wolfert werden de volgende kinderen geboren:
1. Sofia Theodora[noot 6] (Vianen, 16 maart 1620 – Halberstadt, 23 september 1678), huwde in Den Bosch in april 1644 met burggraaf Christiaan Albrecht van Dohna (Küstrin, 15 november 1621 – Gartz, 14 december 1677).
2. Juliana (ca. 1622 – 10 juli 1678).
3. Florentina (Vianen, 7 januari 1624 – Frankfurt, 13 februari 1698), huwde in Den Bosch op 9 maart 1645 met graaf Maurits van Solms-Hungen (21 november 1622 – 30 november 1678).
4. Trajectina Anna[noot 7] (13 april 1626[29][noot 8] – 13 februari 1672), huwde in 1670 met graaf George Herman Reinhard van Wied-Runkel (9 juli 1640 – 7 juni 1690).
5. Walraven[noot 9] (Vianen, 25 september 1628 – 1 oktober 1628[14]).
6. Amalia Margaretha († 14 augustus 1663 (1665?)), huwde eerst in 1645 met baron Albrecht Hendrik van Slavata († 1661), en hertrouwde op 28 december 1662 met graaf Gottlieb Amadeus van Windischgrätz (Regensburg, 13 maart 1630 – Wenen, 25 december 1695).
7. doodgeboren dochter (Den Bosch, 30 oktober 1630).
8. doodgeboren dochter (Den Bosch, oktober 1631).

Uit het huwelijk werden verder twee zoons en twee dochters geboren, die ongedoopt zijn overleden.

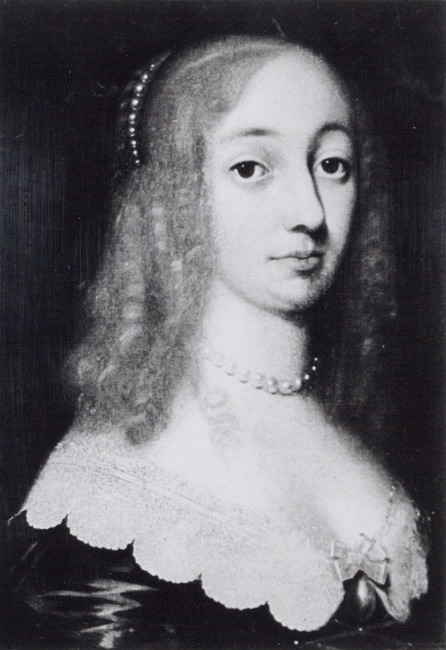
Sofia Theodora van Brederode. Portret door Pieter Nason, 1644, Muzeum Warmii i Mazur, Olsztyn.
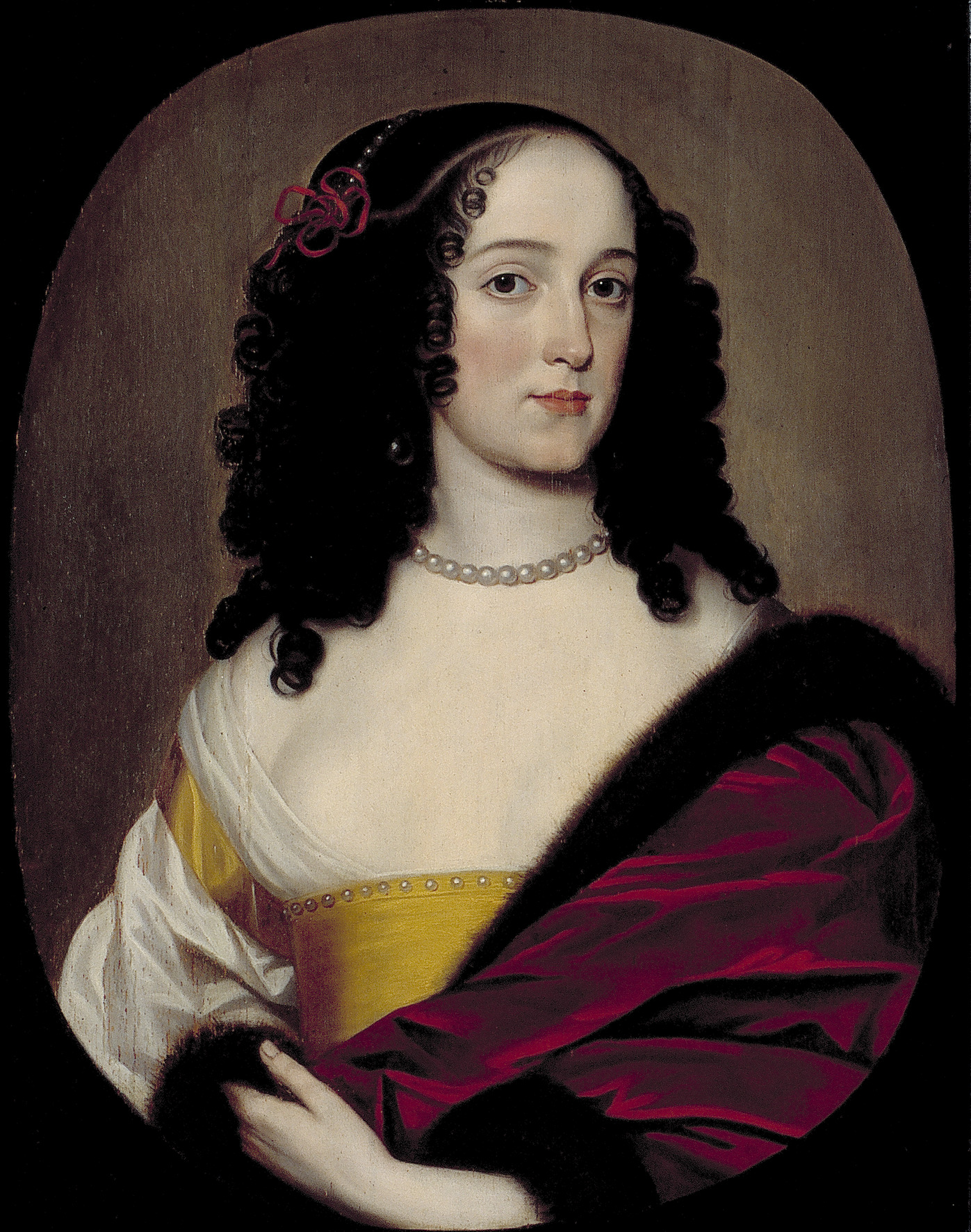
Trajectina Anna van Brederode. Portret door Gerard van Honthorst, 1650–1656, Rijksdienst voor het Cultureel Erfgoed.
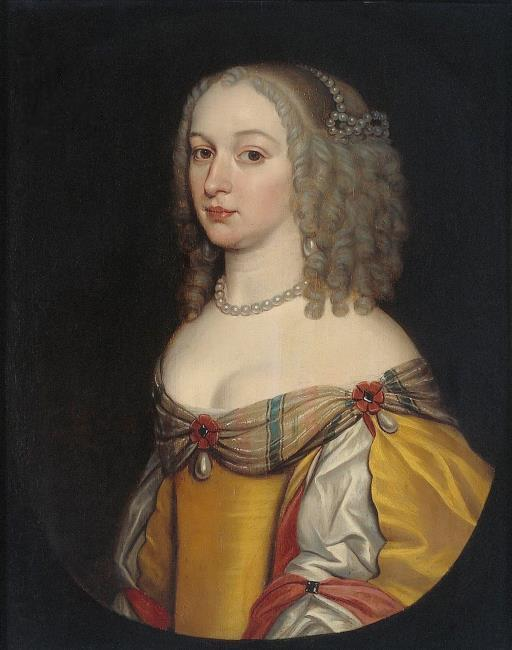
Amalia Margaretha van Brederode. Portret door Gerard van Honthorst, 1640–1660, Rijksdienst voor het Cultureel Erfgoed.

## Voorouders
| Voorouders van Anna Johanna van Nassau-Siegen | Voorouders van Anna Johanna van Nassau-Siegen                                                             | Voorouders van Anna Johanna van Nassau-Siegen                                                             | Voorouders van Anna Johanna van Nassau-Siegen                                                             | Voorouders van Anna Johanna van Nassau-Siegen                                                             | Voorouders van Anna Johanna van Nassau-Siegen                                                             | Voorouders van Anna Johanna van Nassau-Siegen                                                             | Voorouders van Anna Johanna van Nassau-Siegen                                                              | Voorouders van Anna Johanna van Nassau-Siegen                                                              |
| --------------------------------------------- | --- | --- | --- | --- | --- | --- | --- | --- |
| Betovergrootouders                            | Johan V van Nassau-Siegen (1455–1516) ⚭ 1482 Elisabeth van Hessen-Marburg (1466–1523)                     | Botho III van Stolberg-Wernigerode (1467–1538) ⚭ 1500 Anna van Eppstein-Königstein (1481–1538)            | Johan IV van Leuchtenberg (1470–1531) ⚭ 1502 Margaretha van Schwarzburg-Blankenburg (1482–1518)           | Frederik V ‘de Oudere’ van Brandenburg-Ansbach (1460–1536) ⚭ 1479 Sofia van Polen (1464–1512)             | Filips I van Waldeck-Waldeck (1445–1475) ⚭ 1464 Johanna van Nassau-Siegen (1444–1468)                     | Willem van Runkel (?–1489) ⚭ 1454 Irmgard van Rollingen (?–1514)                                          | Gerlach II van Isenburg-Grenzau (?–1500) ⚭ 1455 Hildegard van Sierck (?–1490)                              | Hendrik van Hunolstein-Neumagen (?–1486) ⚭ 1466 Elisabeth van Boulay (?–1507)                              |
| Overgrootouders                               | Willem I ‘de Rijke’ van Nassau-Siegen (1487–1559) ⚭ 1531 Juliana van Stolberg-Wernigerode (1506–1580)     | Willem I ‘de Rijke’ van Nassau-Siegen (1487–1559) ⚭ 1531 Juliana van Stolberg-Wernigerode (1506–1580)     | George III van Leuchtenberg (1502–1555) ⚭ 1528 Barbara van Brandenburg-Ansbach (1495–1552)                | George III van Leuchtenberg (1502–1555) ⚭ 1528 Barbara van Brandenburg-Ansbach (1495–1552)                | Hendrik VIII van Waldeck-Wildungen (1465–1513) ⚭ vóór 1492 Anastasia van Runkel (?–1502/03)               | Hendrik VIII van Waldeck-Wildungen (1465–1513) ⚭ vóór 1492 Anastasia van Runkel (?–1502/03)               | Salentijn VII van Isenburg-Grenzau (vóór 1470–1534) ⚭ Elisabeth van Hunolstein-Neumagen (ca. 1475–1536/38) | Salentijn VII van Isenburg-Grenzau (vóór 1470–1534) ⚭ Elisabeth van Hunolstein-Neumagen (ca. 1475–1536/38) |
| Grootouders                                   | Johan VI ‘de Oude’ van Nassau-Siegen (1536–1606) ⚭ 1559 Elisabeth van Leuchtenberg (1537–1579)            | Johan VI ‘de Oude’ van Nassau-Siegen (1536–1606) ⚭ 1559 Elisabeth van Leuchtenberg (1537–1579)            | Johan VI ‘de Oude’ van Nassau-Siegen (1536–1606) ⚭ 1559 Elisabeth van Leuchtenberg (1537–1579)            | Johan VI ‘de Oude’ van Nassau-Siegen (1536–1606) ⚭ 1559 Elisabeth van Leuchtenberg (1537–1579)            | Filips IV van Waldeck-Wildungen (1493–1574) ⚭ 1554 Jutta van Isenburg-Grenzau (?–1564)                    | Filips IV van Waldeck-Wildungen (1493–1574) ⚭ 1554 Jutta van Isenburg-Grenzau (?–1564)                    | Filips IV van Waldeck-Wildungen (1493–1574) ⚭ 1554 Jutta van Isenburg-Grenzau (?–1564)                     | Filips IV van Waldeck-Wildungen (1493–1574) ⚭ 1554 Jutta van Isenburg-Grenzau (?–1564)                     |
| Ouders                                        | Johan VII ‘de Middelste’ van Nassau-Siegen (1561–1623) ⚭ 1581 Magdalena van Waldeck-Wildungen (1558–1599) | Johan VII ‘de Middelste’ van Nassau-Siegen (1561–1623) ⚭ 1581 Magdalena van Waldeck-Wildungen (1558–1599) | Johan VII ‘de Middelste’ van Nassau-Siegen (1561–1623) ⚭ 1581 Magdalena van Waldeck-Wildungen (1558–1599) | Johan VII ‘de Middelste’ van Nassau-Siegen (1561–1623) ⚭ 1581 Magdalena van Waldeck-Wildungen (1558–1599) | Johan VII ‘de Middelste’ van Nassau-Siegen (1561–1623) ⚭ 1581 Magdalena van Waldeck-Wildungen (1558–1599) | Johan VII ‘de Middelste’ van Nassau-Siegen (1561–1623) ⚭ 1581 Magdalena van Waldeck-Wildungen (1558–1599) | Johan VII ‘de Middelste’ van Nassau-Siegen (1561–1623) ⚭ 1581 Magdalena van Waldeck-Wildungen (1558–1599)  | Johan VII ‘de Middelste’ van Nassau-Siegen (1561–1623) ⚭ 1581 Magdalena van Waldeck-Wildungen (1558–1599)  |